# Hayley Jensen (Cricketspielerin)
Hayley Nicole Kayla Jensen (* 7. Oktober 1992 in Christchurch, Neuseeland) ist eine neuseeländische Cricketspielerin die seit 2014 für die neuseeländischen Nationalmannschaft spielt.

## Aktive Karriere
Ihr Debüt in der Nationalmannschaft gab sie bei der Tour gegen die West Indies im Frühjahr 2014. Dabei bestritt sie ihr erstes WODI und konnte in ihrem ersten WTwenty20 2 Wickets für 11 Runs erzielen. Sie nahm daraufhin am ICC Women’s World Twenty20 2014 teil und konnte bei der Tour in den West Indies im September 2014 beim dritten WTWenty20 3 Wickets für 16 Runs erzielen. In der Folge spielte sie zunächst nur noch im neuseeländischen und australischen nationalen Cricket. Im Oktober 2016 erhielt sie eine Sperre über sechs Monate vom australischen Verband, nachdem sie auf einen Test der Männer im November 2015 zwischen Australien und Neuseeland gewettet hatte.
Im Jahr 2018 absolvierte sie ihr Comeback im Nationalteam und konnte bei einem Drei-Nationen-Turnier in England gegen Südafrika 3 Wickets für 28 Runs erzielen. Im Februar 2020 war sie Teil der neuseeländischen Mannschaft beim ICC Women’s T20 World Cup 2020 und konnte dort gegen Sri Lanka (3/16) und Bangladesch (3/11) jeweils 3 Wickets erzielen und wurde in beiden Spielen als Spielerin des Spiels ausgezeichnet. Im Februar 2021 gelang ihr im ersten WODI gegen England mit 53 Runs ihr erstes internationales Half-Century. Gegen Indien konnte sie im Februar 2022 im vierten WODI 3 Wickets für 32 Runs erreichen. Im Februar 2022 wurde sie für den Women’s Cricket World Cup 2022 nominiert und absolvierte dort drei Spiele.
Bei den Commonwealth Games 2022 konnte sie in der Vorrunde gegen Sri Lanka (3/5) und im Spiel um Platz drei gegen England (3/24) jeweils drei Wickets erzielen. In der Saison 2022/23 gelangen ihr dann in WTwenty20-Serien in den West Indies (3/24) und gegen Bangladesch (3/8) ebenfalls jeweils drei Wickets. Beim ICC Women’s T20 World Cup 2023 gelangen ihr in zwei Spielen jeweils ein Wicket.

## Privates
Jensen ist mit der australischen Cricketspielerin Nicola Hancock verheiratet.